# Pokotilivka

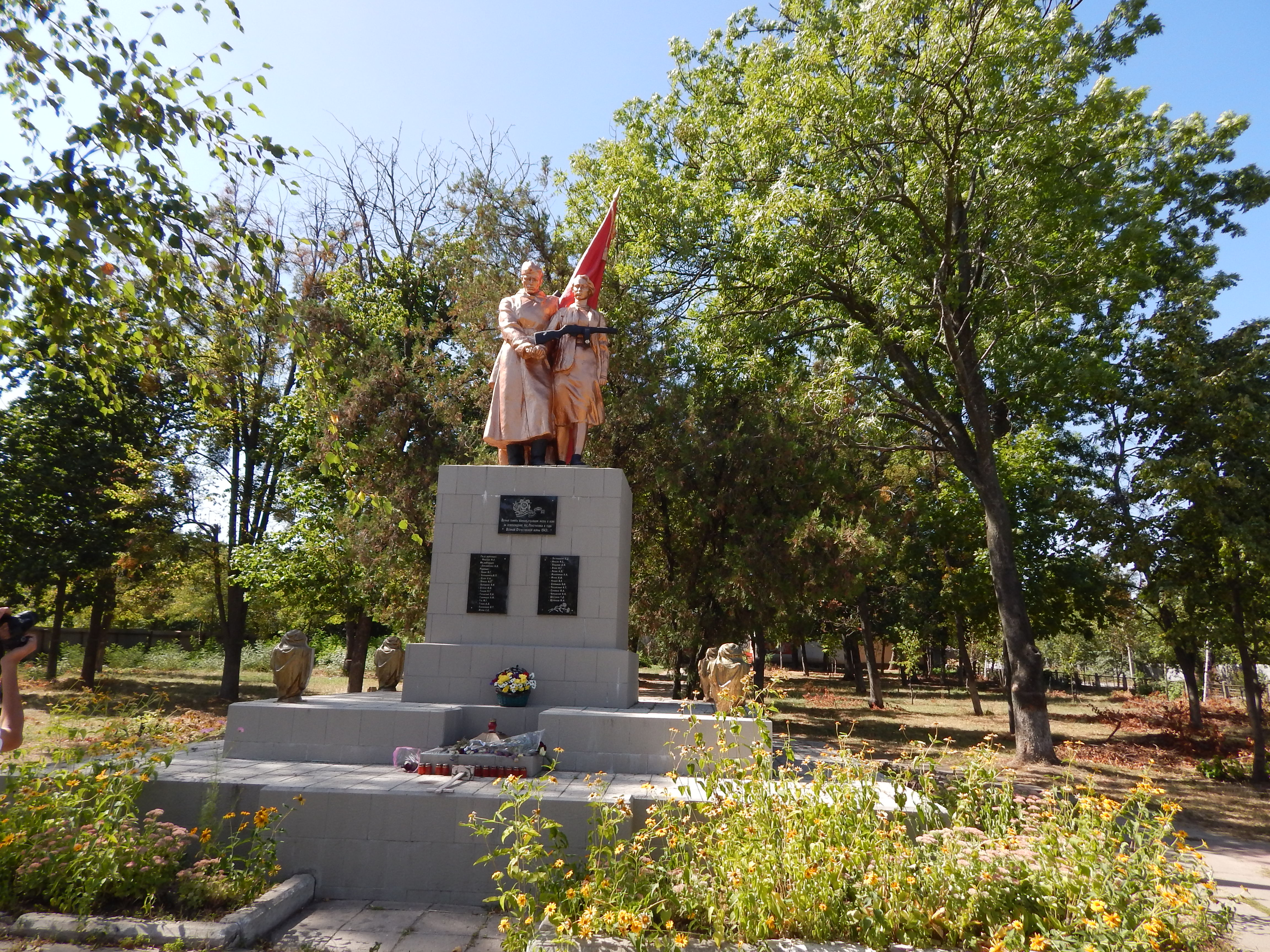
Monument a la ciutat.

Pokotilivka o Pokotilovka (en ucraïnès Покотилівка i en rus Покотиловка) és una vila de la província de Khàrkiv, Ucraïna. El 2021 tenia 9.252 habitants.